# Bystrovany
Bystrovany (německy Bystrowan nebo Bistrowau) jsou obec v okrese Olomouc v Olomouckém kraji. Nachází se těsně od východního okraje Olomouce. Žije zde 994 obyvatel.
Obcí prochází železniční trať číslo 310 z Olomouce do Opavy. V katastru obce je Fort č. IV.

## Název
Jméno Bystrovan bylo vytvořeno od jména řeky Bystřice, na níž leží, zakončení bylo převzato ze jména sousedních Bukovan.

## Historie
- před rokem 1277 – Bystrovany byly pravděpodobně majetkem českých králů a markrabat moravských
- 1277 – první písemný doklad o obci jako o majetku Kláštera Hradisko
- 1473 – Matyáš Korvín předal obec městu Olomouci
- po roce 1473 – spory o vlastnictví Bystrovan mezi klášterem Hradisko a městem Olomouc
- 1531 – Olomouc koupila obec Bystrovany za 200 kop grošů
- 1848 – Bystrovany jako samostatná obec
- 1870–1872 – stavba železniční trati Olomouc–Krnov včetně zastávky v Bystrovanech
- 1. říjen 1872 – zahájení provozu na železniční trati Olomouc–Krnov
- 21. září 1887 – vysvěcení kaple sv. Bartoloměje (několik let před jejím dokončením)
- 1889 – Moritz Fischer postavil v obci cihelnu, poté ji koupila Pražská úvěrová banka → společnost Durit
- ? – postavena cihelna firmy Mačák
- 6. srpna 1914 – povodeň
- 1927 – zánik parní pily u cihelny společnosti Durit
- 30. léta 20. století – zkrachovala cihelna firmy Mačák. Regulace řeky Bystřice (Bystřičky) mezi Olomoucí a Velkou Bystřicí
- druhá světová válka – zničena cihelna
- 1948 – vznik JZD (menšinové družstvo prvního typu)
- 1953 – zánik JZD
- 1953 – obnova JZD (družstvo ruského typu)
- 1956–1970 – stavba dešťové kanalizace
- 1960–1996 – stavba vodovodu
- 1962–1990 – stavba místních komunikací
- 1975 – začlenění JZD do JZD Holice
- 1975 – výbojkové osvětlení v celé obci
- 1990 – dokončen obchvat Bystrovan (nadjezd nad železnicí, most přes řeku Bystřici)
- 1991 – samostatné hospodaření v ZD

## Obyvatelstvo
| Rok            | 1869 | 1880 | 1890 | 1900 | 1910 | 1921 | 1930 | 1950 | 1961 | 1970 | 1980 | 1991 | 2001 | 2011 | 2021 |
| -------------- | ---- | ---- | ---- | ---- | ---- | ---- | ---- | ---- | ---- | ---- | ---- | ---- | ---- | ---- | ---- |
| Počet obyvatel | 355  | 360  | 478  | 599  | 623  | 699  | 892  | 663  | 685  | 639  | 649  | 627  | 676  | 985  | 979  |
| Počet domů     | 54   | 57   | 63   | 74   | 81   | 95   | 122  | 148  | 150  | 154  | 160  | 182  | 207  | 288  | 316  |

## Obecní správa
Mezi lety 1869–1974 Bystrovany byly obcí v okrese Olomouc (1869–1910), poté v okrese Olomouc-venkov (1921–1930), poté v okrese Olomouc-okolí (1950) a později opět v okrese Olomouc. Od 1. ledna 1975 do 31. prosince 1992 patřily jako část statutárního města k Olomouci a od 1. ledna 1993 jsou opět samostatnou obcí.

### Obecní symboly
Znak a vlajka byly obci uděleny rozhodnutím předsedy Poslanecké sněmovny Parlamentu České republiky dne 27. ledna 1997.

## Osobnosti
- František Obzina (1871–1927), tiskař a nakladatel, zakladatel Obzinovy tiskárny ve Vyškově, vydavatel Edice Obzinových listů
- Jarmila Šťastná (1932–2015), rychlobruslařka a krasobruslařka